# Stefano Perugini
Stefano Perugini (Viterbo, 10 de septiembre de 1974) es un expiloto de motociclismo italiano, que estuvo compitiendo en la categoría de 125 y 250cc. Su mejor año fue la temporada 2003 cuando acabó cuarto en el Campeonato del Mundo de 125cc.

## Resultados por temporada[1]
|
| Color     | Resultado                                                               |
| --------- | ----------------------------------------------------------------------- |
| Oro       | Ganador                                                                 |
| Plata     | 2.ª plaza                                                               |
| Bronce    | 3.ª plaza                                                               |
| Verde     | Finalizó en los puntos                                                  |
| Azul      | Finalizó sin puntos                                                     |
| Azul      | NC - No clasificado                                                     |
| Violeta   | Ret - No terminó (Carrera)                                              |
| Rojo      | DNQ - No se clasificó                                                   |
| Negro     | DSQ - Descalificado                                                     |
| Blanco    | DNS - No empezó (carrera)                                               |
| Blanco    | WD - Retirado (fin de semana)                                           |
| Blanco    | C - Carrera cancelada                                                   |
| Sin color | DNP - Inscrito pero no participó                                        |
| Sin color | INJ - Lesionado                                                         |
| Sin color | EX - Excluido                                                           |
| Estado    | Resultado                                                               |
| Negrita   | Pole position                                                           |
| Cursiva   | Vuelta rápida                                                           |
| †         | Abandona, pero clasifica al completar el porcentaje requerido para ello |

| Año  | Clase | Moto    | 1       | 2       | 3       | 4       | 5       | 6       | 7       | 8       | 9       | 10      | 11      | 12      | 13      | 14      | 15      | 16      | Pos. | Pts. |
| ---- | ----- | ------- | ------- | ------- | ------- | ------- | ------- | ------- | ------- | ------- | ------- | ------- | ------- | ------- | ------- | ------- | ------- | ------- | ---- | ---- |
| 1993 | 125cc | Aprilia | AUS     | MAL     | JPN     | SPA     | AUT     | GER     | NED     | EUR     | SMR     | GBR     | CZE     | ITA 25  | USA     | EUR     |         |         | -    | 0    |
| 1994 | 125cc | Aprilia | AUS NC  | MAL Ret | JPN 19  | SPA 12  | AUT 6   | GER 5   | NED Ret | ITA Ret | FRA 7   | GBR 2   | CZE 3   | USA 2   | ARG 3   | EUR Ret |         |         | 7.º  | 106  |
| 1995 | 125cc | Aprilia | AUS 6   | MAL 2   | JPN Ret | SPA 2   | GER 4   | ITA 2   | NED 7   | FRA 6   | GBR 2   | CZE Ret | BRA Ret | ARG Ret | EUR 10  |         |         |         | 6.º  | 118  |
| 1996 | 125cc | Aprilia | MAL 1   | INA 8   | JPN 12  | ESP 7   | ITA Ret | FRA 1   | NED 13  | GER 2   | GBR 1   | AUT Ret | CZE 14  | IMO Ret | CAT Ret | BRA 9   | AUS Ret |         | 6.º  | 128  |
| 1997 | 250cc | Yamaha  | MAL Ret | JPN Ret | ESP 6   | ITA 7   | AUT 6   | FRA Ret | NED 5   | IMO Ret | GER Ret | BRA 6   | GBR 7   | CZE 7   | CAT Ret | INA 8   | AUS 7   |         | 9.º  | 85   |
| 1998 | 250cc | Yamaha  | JPN 12  | MAL 6   | ESP 7   | ITA 5   | FRA 5   | MAD Ret | NED Ret | GBR 3   | GER Ret | CZE 11  | IMO 3   | CAT 6   | AUS 6   | ARG Ret |         |         | 7.º  | 102  |
| 1999 | 250cc | Aprilia | MAL 9   | JPN Ret | ESP 8   | FRA 3   | ITA 8   | CAT 7   | NED 8   | GBR 5   | GER 5   | CZE 6   | IMO 4   | VAL 5   | AUS 7   | RSA 7   | BRA 5   | ARG 6   | 5.º  | 151  |
| 2001 | 125cc | Aprilia | JPN Ret | RSA 11  | SPA 12  | FRA Ret | ITA Ret | CAT 11  | NED 12  | GBR Ret | GER 16  | CZE Ret | POR Ret | VAL 12  | PAC Ret | AUS 16  | MAL 13  | BRA Ret | 21.º | 25   |
| 2002 | 125cc | Aprilia | JPN 11  | RSA 24  | SPA 16  | FRA Ret | ITA 15  | CAT 13  | NED Ret | GBR 11  | GER Ret | CZE 18  | POR Ret | BRA 6   | PAC 20  | MAL Ret | AUS Ret | VAL 13  | 17.º | 28   |
| 2003 | 125cc | Aprilia | JPN 1   | RSA Ret | SPA 5   | FRA 7   | ITA 7   | CAT 5   | NED 5   | GBR 3   | GER 1   | CZE 2   | POR Ret | BRA 6   | PAC 20  | MAL Ret | AUS Ret | VAL 13  | 4.º  | 162  |
| 2004 | 125cc | Aprilia | RSA 17  | SPA 23  | FRA Ret | ITA Ret | CAT 22  | NED 14  | BRA 22  | GER 15  | GBR 11  | CZE 17  | POR 10  | JPN Ret | QAT 16  | MAL Ret | AUS Ret | VAL Ret | 24.º | 14   |